# Děda Mládek Illegal Band
Děda Mládek Illegal Band je česká country rocková hudební skupina s prvky dixielandu, která má ve svém repertoáru především country písně Ivana Mládka a jeho skupiny Banjo Band.

## Diskografie
- Děda Mládek Illegal Band (2001)
- Děda Mládek Illegal Band 2 (2002)
- Kdopa nám to hrál? (2003)
- Bobr (2008)